# Жанасу (район имени Габита Мусрепова)
Жанасу (каз. Жаңасу, до 199? г. — Фрунзе) — село в районе имени Габита Мусрепова Северо-Казахстанской области Казахстана. Входит в состав Андреевского сельского округа. Код КАТО — 596633400.

## География
Расположено около озера Алаколь.

## Население
В 1999 году население села составляла 235 человек (122 мужчины и 113 женщин). По данным переписи 2009 года, в селе проживало 107 человек (47 мужчин и 60 женщин).